# Переселение в Высокую Арктику
Переселение в Высокую Арктику (фр. La délocalisation du Haut-Arctique, инуктитут ᖁᑦᑎᒃᑐᒥᐅᑦᑕ ᓅᑕᐅᓂᖏᑦ) — переселение 92 инуитов властями Канады в Высокую Арктику (англ. High Arctic — регион Арктики, покрытый преимущественно арктическими пустынями в противоположность Низкой Арктике (англ. Low Arctic), покрытой преимущественно тундрами). Переселение было осуществлено в 1950-е годы под руководством тогдашнего премьер-министра Канады и члена либеральной партии Луи Сен-Лорана.
Переселение вызвало бурные дебаты: его сторонники утверждали, что целью миграции были гуманитарные намерения спасти инуитов от голода и позволить им сохранить традиционный образ жизни охотника-собирателя, в то время как противники обвинили власти Канады в использовании по их выражению «человеческих флагштоков» для укрепления суверенитета Канады в Высокой Арктике, которое было актуально в связи с происходившей тогда холодной войной и наличием территориальных претензий на Канадский арктический архипелаг. Однако обе стороны признают, что в период адаптации правительство Канады предоставляло недостаточную поддержку переселенцам, что вызвало большие трудности.

## История
В августе 1953 года по одним данным семь, а по другим данным восемь семей инуитов вывезли из Инукджуака в Нунавике Северного Квебека (в то время населенный пункт носил название Порт-Харрисон) в Грис-Фьорд на юге острова Элсмир и в Резольют на острове Корнуоллис. Среди мигрантов оказалась и семья известного писателя-инуита Маркузи Пацаука. Жившим на социальном обеспечении семьям мигрантов правительство обещало лучшие условия охоты в Высокой Арктике. Для помощи в адаптации к жизни на новом месте вместе с мигрантами-инуитами отправили три семьи эскимосов из более северного населенного пункта Понд-Инлет (в то время административно относившийся к Северо-Западной территории, впоследствии к Нунавуту).
Инуитов перевезли на арктическом патрульном корабле CGS C.D. Howe, выбранные для нового места жительства острова хотя и отличались большими просторами свободных земель, однако не имели растительного покрова и характеризовались суровыми для людей природными условиями полярного севера. Уже находясь в море мигранты-выходцы из одной деревни Инукджуака узнали, что их разлучат и поселят в разных местах.

## Мотивы
По причинам переселения и методам вербовки существует несколько противоположных мнений. По заявлению правительства, инуиты добровольно согласились на переезд из-за ухудшения возможностей охоты в Северном Квебеке в надежде самостоятельно обеспечить себя продовольствием и стать независимыми от социальной помощи властей. По заявлению инуитов, их насильственно переселяли на Канадский Арктический архипелаг для укрепления позиций Канады в Высокой Арктике.
Алан Р. Маркус в книге «Переселение в высокие широты Арктики» предполагает, что переселение инуитов в Высокую Арктику было попыткой решить «проблему эскимосов». В частности, правительство Канады заявило, что плотность населения инуитов в Северном Квебеке оказалась слишком велика для традиционного для них образа кочевых охотников и в качестве обоснования привела факты падения объёмов добычи охотниками и, как следствие, голода в Инукджуаке. Однако, на низкий объём добычи могло повлиять окончание 4-летнего цикла колебания численности лисиц.

## Новые поселения
Мигранты столкнулись с нехваткой пищи, шкур карибу и других материалов, что вызвало проблемы в постройке жилищ и изготовлении одежды. Новое место жительство инуитов находилось в 2000 км (1200 миль) севернее Инукджуака, где они встретились с совершенно другими природными условиями, в частности с полярной ночью в течение всей зимы и полярным днем в течение всего лета. Власти обещали, что если мигрантам не понравится на новом месте, то их вернут домой через 2 года, однако обещание было нарушено.
Среди мигрантов оказались актёры фильма «Нанук с севера», в том числе и внебрачный сын режиссёра Роберта Флаэрти Джозефи (хотя сам режиссёр умер в 1951 году ещё до миграции). Мигранты начали охотиться на белух по их путям миграции, что потребовало ежегодных охотничьих экспедиций на большой площади в 18 000 км2 (6950 кв. миль). Королевская канадская конная полиция в результате инспекций новых поселений приходила к выводу, что инуиты в целом обеспечены жильем, способны жить автономно в рамках кочевой экономики и имеют высокий моральных дух.

## Переоценка
В 1980-х годах мигранты и их потомки подали в суд на правительство Канады с требованием выплаты компенсации за переселение в определенном в 1987 году объёме в 10 миллионов долларов. Они заявили, что «имеются неопровержимые доказательства того, что главной, если не единственной, причиной переселения инуитов в высокие широты Арктики было желание Канады утвердить свой суверенитет над арктическими островами и прилегающими территориями».
Иск инуитов привлек внимание СМИ и общественности. Под их давлением, в 1989 году власти Канады разработали специальную программу возвращения мигрантов домой, однако ей воспользовалось только 40 инуитов, в основном люди пожилого возраста, в то время как молодежь оказалась привержена новому месту жительства.
В 1990 году Палата общин Канады призвала власти принести извинения мигрантам, выплатить им компенсацию и признать их вклад в укрепление суверенитета Канады. В качестве ответной реакции правительство опубликовало «Отчет Хиклинга» со снятием с себя ответственности на основании утверждения о том, что инуиты добровольно переселились на север в связи с тяжелым социально-экономическим положением. Отчет, написанный самими чиновниками, вызвал резкую критику со стороны ученых и СМИ.
В противовес официальной позиции в декабре 1991 года вышел отчет Канадской комиссии по правам человека, где утверждалось, что власти Канады были обеспокоены позициями страны в Высокой Арктике и были намерены их укрепить созданием новых поселений. Также в отчете заявлялось, что правительство отказалось вернуть инуитов в Инукджуак по их желанию через 2 года после миграции. В отчете профессора Университета Трента Магнуса Гюнтера проводится анализ мнений ученых по поводу интерпретации событий миграции. Вывод его отчета гласил, что миграция была направлена на улучшение жизни инуитов. На основании данного отчета министр по делам индейцев и развития севера Том Сиддон озвучил позицию, что властям «неуместно извиняться» или выплачивать компенсацию.
В июле 1994 года переселение инуитов рассматривалось на заседании Королевской комиссии по делам аборигенов. Представители инуитов утверждали, что переселение было насильственным, а чиновники заявили, что добровольным. Также чиновники обвинили инуитов в том, что они специально подстроили свои показания для получения компенсации, а само переселение на самом деле увенчалось успехом. Комиссия пришла к выводу, что целью властей была «реабилитация» инуитов через миграцию на новые земли с большим количеством дичи для ведения охоты, что позволило бы инуитам избавиться от зависимости от социальной помощи и «морального упадка». Однако при этом комиссия отметила, что инуиты не были подготовлены к жизни в новых природных условиях. Комиссия призвала власти принести извинения инуитам, заплатить им компенсацию, а также признать важную роль поселений инуитов в укреплении суверенитета Канады в Высокой Арктике. В своем отчете комиссия написала, что «нет никаких сомнений в том, что присутствие когда-либо созданных поселений инуитов в Высокой Арктике, действительно способствовало сохранению канадского суверенитета». В отчете отмечалось, что хотя укрепление канадского суверенитета над Высокой Арктикой всегда являлось важной задачей для правительства, «однако в период, когда принималось решение, суверенитет не был в умах лиц, принимавших решения». В целом комиссия пришла к выводу, что главной целью переселения было решение социальных и экономических проблем инуитов, а укрепление суверенитета Канады над Высокой Арктикой было побочным положительным результатом этой миграции. Однако в отчете было заявлено, что «даже если предположить, что суверенитет не являлся фактором [миграции инуитов], это перемещение было неподходящим решением экономических и социальных проблем, стоявших перед правительством. Однако суверенитет был существенным соображением и влияние суверенитета на перемещение служит только для подкрепления выводов Комиссии о нецелесообразности перемещения. Однако точную степень, в которой суверенитет повлиял на перемещение, трудно определить». В конечном счете в отчете были признаны правомерными часть претензий инуитов. В марте 1996 года по «Соглашению о примирении» правительство создало трастовый фонд в размере 10 миллионов канадских долларов для выплаты компенсации мигрантам и членам их семей, однако отказалось приносить извинения за переселение. Правительство согласилось, что инуитам пришлось пройти через «тяготы, страдания и потери в первые годы этих переселений», однако выдвинуло требование к инуитам «признать, что они понимают, что при планировании переселения правительственные чиновники того времени действовали с честными намерениями в том, что воспринималось как лучшее в интересах инуитов в то время».
Только через 50 лет 18 августа 2010 года власти Канады официально извинились перед инуитами за вызванные переселением трудности. Министр по делам индейцев и развития Севера Джон Дункан сказал, что «Правительство Канады глубоко сожалеет об ошибках и нарушенных обещаниях этой темной главы нашей истории и приносит извинения за переселение в Высокую Арктику. Мы хотели бы воздать должное переселенным за их упорство и мужество… Переселение семей инуитов в Высокую Арктику — трагическая глава в истории Канады, которую мы не должны забывать, но которую мы должны признать, извлечь уроки и научить наших детей. Признание нашей общей истории позволяет нам двигаться вперед в партнерстве и в духе примирения».
Даже через 2 поколения после миграции употребление слова «переселенцы» вызывает возмущение и негодование.

## В СМИ
В память о потерях, которые понесли инуиты в результате целенаправленной миграции в 1953 и 1955 годах организация Nunavut Tunngavik Incorporated заказала памятник художнице Лути Пиджамини из Грис-Фьорда и резчику по дереву Симеони Амагалик из Резольюта. Лути Пиджамини изобразила на своем памятнике женщину с маленьким ребенком и собачкой хаски, которая обращена своим угрюмым лицом в направлении залива Резольют. Памятник Симеони Амагалик представляет собой одинокую фигуру мужчины, обращенного лицом из Резольюта к женщине с ребенком в Грис-Фъорде. Оба памятника должны были символизировать разделенные миграцией семьи, которые мечтают о воссоединении. По заявлению Пиджамини, угрюмые лица на памятниках должны были символизировать печальные события миграции. Памятник был представлен широкой публике в сентябре 2010 года и удостоился положительного отзыва от Канадской радиовещательной корпорации.
Миграции инуитов в Высокую Арктику посвящен фильм Захариаса Кунука «Изгнание». Фильм был снят продюсерской компанией Исума, в активе которой фильм Быстрый бегун — первый художественный фильм полностью на языке инуитов.
Миграции инуитов посвящен фильм Нарушенные обещания — Переселение в Высокую Арктику Патрисии Тассинари 1995 года. Также данному событию посвящен документальный фильм маркиза Лепаже Марта с Севера (Martha qui vient du froid) 2008 года. Фильм посвящен истории внучки Роберта Дж. Флаэрти Марты Флаэрти, которой было 5 лет, когда ее семья переселилась в Грис-Фьорд на острове Элсмир. В 2013 году маркиз Лепанж выпустил сериал Iqqaumavara о жизненных тяготах других переселенцев.
Ларри Аудлалук в 1953 году еще ребенком вместе со своей семьей переехала в Грис-Фьорд, а через 10 месяцев после миграции ее отец умер. В 2020 году на своем личном опыте она написала книгу What I Remember, What I Know: The Life of a High Arctic Exile (Что я помню, что я знаю: жизнь изгнанников в Высокой Арктике) про трудную и полную опасностей жизнь переселенцев.